# 스탠리와 아이리스
《스탠리와 아이리스》(영어: Stanley & Iris)는 미국에서 제작된 마틴 릿 감독의 1990년 로맨틱 드라마 영화이다. 제인 폰다, 로버트 드니로 등이 출연하였고, 알린 셀러스 등이 제작에 참여하였다.

## 줄거리
8개월 전 남편과 사별한 아이리스는 코네티컷주 우범 지역 제빵 공장에서 일하며 두 아이를 키우고 있다. 구내 식당 조리사인 스탠리가 버스에서 소매치기 당한 아이리스를 도와준 이후로 두 사람은 가까워진다.
스탠리가 문맹이라는 걸 파악한 아이리스는 스탠리의 상사가 스탠리가 장부를 조작해 횡령했다고 의심하며 경찰에 신고하겠다고 하자 스탠리를 변호하기 위해 이를 누설한다. 하지만 상사는 언젠가 스탠리가 실수해 회사가 고소 당할 위험성을 고려해 다음날 스탠리를 해고한다. 이후 스탠리는 직장을 찾지 못해 차고에서 살게 된다. 연로한 아버지는 양로원에 들어가고 얼마 안 있어 사망한다.
외판원 아버지 때문에 어려서 여러 학교를 전전하며 불안정한 교육을 받은 탓에 문자를 익히지 못한 스탠리는 아이리스에게 글을 가르쳐달라고 부탁한다. 스탠리는 사실 아이리스에게 첫눈에 반했음을 고백하지만 남편을 아직 잊지 못한 아이리스는 망설인다. 후에 마음이 통한 뒤 아이리스가 스탠리 앞으로 써놓고 부치지 못한 편지를 건네자 스탠리는 이를 소리 내어 읽는다.
발명이 취미인 스탠리는 기존 제품보다 성능이 뛰어난 케이크 냉각기를 고안해 좋은 연봉을 제시 받으며 디트로이트 회사에 취직하게 된다. 몇 달 뒤 스탠리는 아이리스에게 청혼해 승낙을 받아낸다.

## 출연
- 제인 폰다 - 아이리스 킹 역
- 로버트 드니로 - 스탠리 콕스 역
- 스우시 커츠 - 샤론 역
- 마사 플림프턴 - 켈리 킹 역
- 할리 크로스 - 리처드 킹 역
- 제이미 셰리든 - 조이 역
- 표도르 샬랴핀 주니어 - 리오니디즈 콕스 역
- 조라 램퍼트 - 일레인 역
- 로레타 더바인 - 버사 역
- 캐시 키니 - 버니스 역
- 스티븐 루트 - 허시 씨 역

## 기타 제작진
- 협력 제작: 짐 밴윅
- 미술: 조엘 실러
- 의상: 시오니 V. 올드리지
- 배역: 다이앤 크리턴든